# Montboucher
Montboucher település Franciaországban, Creuse megyében. Lakosainak száma 370 fő (2022. január 1.). Montboucher Bourganeuf, Châtelus-le-Marcheix, Saint-Amand-Jartoudeix, Saint-Junien-la-Bregère, Saint-Pierre-Chérignat és Saint-Dizier-Masbaraud községekkel határos.

## Népesség
A település népességének változása:
| Lakosok száma | 484  | 377  | 356  | 362  | 353  | 352  | 349  | 345  | 354  | 370  |
|               | 1968 | 1982 | 1990 | 2006 | 2013 | 2015 | 2017 | 2019 | 2020 | 2022 |